# North Chicago (Illinois)
North Chicago es una ciudad ubicada en el condado de Lake en el estado estadounidense de Illinois. En el Censo de 2010 tenía una población de 32574 habitantes y una densidad poblacional de 1.589,2 personas por km².

## Geografía
North Chicago se encuentra ubicada en las coordenadas 42°19′0″N 87°51′33″O / 42.31667, -87.85917. Según la Oficina del Censo de los Estados Unidos, North Chicago tiene una superficie total de 20.5 km², de la cual 20.46 km² corresponden a tierra firme y (0.19%) 0.04 km² es agua.

## Demografía
Según el censo de 2010, había 32574 personas residiendo en North Chicago. La densidad de población era de 1.589,2 hab./km². De los 32574 habitantes, North Chicago estaba compuesto por el 47.89% blancos, el 29.92% eran afroamericanos, el 0.71% eran amerindios, el 3.76% eran asiáticos, el 0.13% eran isleños del Pacífico, el 13.3% eran de otras razas y el 4.29% pertenecían a dos o más razas. Del total de la población el 27.19% eran hispanos o latinos de cualquier raza.

## Educación
La Unidad Comunitaria del Distrito Escolar 187 de North Chicago gestiona las escuelas públicas de la ciudad.